# Дувензе
Ду́вензе (нем. Duvensee) — община в Германии, в земле Шлезвиг-Гольштейн.
Входит в состав района Герцогство Лауэнбург. Подчиняется управлению Нуссе. Население составляет 522 человека (на 31 декабря 2010 года). Занимает площадь 12,4 км².
От названия коммуны происходит название археологической культуры Дуфензее (6-5 тыс. до н. э.), к которой относятся древнейшие найденные на территории Германии луки.